# Federació Líbia de Futbol
La Federació Líbia de Futbol, LFF (àrab: الاتحاد الليبي لكرة القدم, al-Ittiḥād al-Lībī li-Kurat al-Qadam, ‘Unió Líbia de Futbol’), és la institució que regeix el futbol a Líbia. Agrupa tots els clubs de futbol del país i es fa càrrec de l'organització de la Lliga líbia de futbol i la Copa. També és titular de la Selecció de futbol de Líbia absoluta i les de les altres categories.
Va ser formada el 1962.
- Afiliació a la FIFA: 1964
- Afiliació a la CAF: 1965